# Nidhi Chanani
Nidhi Chanani es una artista e ilustradora independiente indio-estadounidense. Su obra más conocida es su primera novela gráfica, Pashmina, lanzada por First Second Books en octubre de 2017.

## Primeros años
Nidhi Chanani nació en Calcuta, India y se mudó al sur de California cuando tenía cuatro meses de edad. Obtuvo una licenciatura en Literatura en la Universidad de California en Santa Cruz y después asistió a la Universidad Academia de Arte en San Francisco por un año y medio antes de abandonar sus estudios debido a que se sentía «limitada por la manera en que se enseñaba el arte».

## Carrera
Channani trabajó en una organizaciones sin ánimo de lucro antes de iniciar en el medio de las historietas. Trabajó como artista conceptual para la película australiana Hanna and the Hasbian, así como para Hasbro, Paramount Pictures y Disney.
Las técnicas usadas por Chanani son el arte digital, el pirograbado y las acuarelas; entre sus principales influencias se encuentran su herencia india y experiencias familiares, así como las obras de la novelista india Arundhati Roy y del historietista estadounidense nacido en China Gene Luen Yang.
Su trabajo más conocido es la novela gráfica Pashmina (2017), la historia de una niña que pertenece a una familia india que ha migrado a Estados Unidos y que está «intentando entenderse a sí misma». Pashmina recibió en 2017 el Graphic Novel Diversity Award, otorgado por la Virginia Library Association, así como el South Asia Book Award en 2018 en la categoría de libros infantiles y juveniles dirigidos a los grados escolares 3 al 6. También fue incluida en la selección «mejor ficción para lectores jóvenes de mayor edad» de la Biblioteca Pública de Chicago.
Netflix anunció en marzo de 2019 una adaptación a película musical animada de Pashmina, con dirección de Gurinder Chadha.
En 2018 escribió y dibujó la novela gráfica Disney's Princess Jasmine's New Pet para Dark Horse Comics basada en la película animada Aladdin (1992) de Disney. Ese mismo año escribió e ilustró el libro infantil bilingüe Shubh Raatri Dost (en hindi: «Buenas noches amigo») y en 2019 ilustró el libro I Will Be Fierce, escrito por Bea Birdsong.
Su segunda novela gráfica fue Jukebox, publicada en 2021, en la que colaboró con su esposo Nick Giordano y trata sobre dos primas musulmanes viviendo en San Francisco, Estados Unidos, quienes encuentran una rocola mágica que les ayuda a encontrar al padre de una de ellas.

## Vida personal
Chanani es instructora en el Colegio de Artes de California, está casada con Nick Giordano y ambos radican, con su hija, en el Área de la Bahía de San Francisco.

## Premios y reconocimientos
- 2012 Champion of Change de la Casa Blanca[22]
- 2017 Graphic Novel Diversity Award por Pashmina en la categoría juvenil de la Virginia Library Association[14]
- 2018 South Asia Book Award por Pashmina en la categoría de libros infantiles y juveniles dirigidos a los grados 3 al 6[15]